# Гомотетия

Гомоте́тия (от др.-греч. ὁμός «одинаковый» + θετος «расположенный») — преобразование плоскости (или 3-мерного пространства), заданное центром O и коэффициентом {\displaystyle k\neq 0}, переводящее каждую точку {\displaystyle X} в точку {\displaystyle X'} такую, что {\displaystyle {\overrightarrow {OX'}}=k{\overrightarrow {OX}}}. При этом центр остаётся на месте. Гомотетию с центром O и коэффициентом k часто обозначают через {\displaystyle H_{O}^{k}}.

## Свойства
- Является частным случаем преобразования подобия: в общем случае при преобразовании подобия все векторы по определению просто пропорционально изменяют свою длину, а при гомотетии векторы остаются коллинеарны самим себе, какими они стали после преобразования. Поэтому вместо «коэффициент гомотетии {\displaystyle k}» можно говорить «коэффициент подобия {\displaystyle k}».
- Если коэффициент гомотетии равен 1, то гомотетия является тождественным преобразованием: образ каждой точки совпадает с ней самой.
- Если коэффициент гомотетии равен −1, то гомотетия является центральной симметрией.
- Если на рисунке выше стороны подобных многоугольников относятся как {\displaystyle A'B'/AB=B'C'/BC=k}, то их площади будут относиться как {\displaystyle k^{2}} (на плоскости и 3-мерном пространстве это утверждение представляет собой закон квадрата — куба).
- Композиция гомотетий с коэффициентами {\displaystyle k_{1}} и {\displaystyle k_{2}}, произведение которых не равно единице, — это гомотетия с коэффициентом {\displaystyle k_{1}k_{2}}, центр которой лежит на одной прямой с центрами двух данных гомотетий.

## Вариации и обобщения
- Поворотной гомотетией называют композицию гомотетии и поворота, имеющих общий центр. Порядок, в каком берётся композиция, несущественен, так как {\displaystyle R_{O}^{\varphi }\circ H_{O}^{k}=H_{O}^{k}\circ R_{O}^{\varphi }}. Коэффициент поворотной гомотетии можно считать положительным, так как {\displaystyle R_{O}^{180^{\circ }}\circ H_{O}^{k}=H_{O}^{-k}}.